# Lambula cuprea
Lambula cuprea là một loài bướm đêm thuộc phân họ Arctiinae, họ Erebidae.